# قشلاق أوتش علي شهامتي (مقاطعة بيله سوار)
قشلاق أوتش علي شهامتي (بالفارسية: قشلاق اوچ دره علی شهامتی) هي منطقة سكنية تقع في إيران في أردبيل. يقدر عدد سكانها بـ 18 نسمة .